# قرار مجلس الأمن التابع للأمم المتحدة رقم 1655
قرار مجلس الأمن التابع للأمم المتحدة رقم 1655، الذي اتخذ بالإجماع في 31 يناير 2006، بعد أن ذكر بالقرارات السابقة بشأن إسرائيل ولبنان، بما فيها القرارات 425 (1978)، 426 (1978) و1614 (2005)، مدد المجلس ولاية قوة الأمم المتحدة المؤقتة في لبنان (اليونيفيل) لستة أشهر أخرى حتى 31 تموز (يوليو) 2006.
وكان لبنان قد طلب في البداية تمديدا لمدة اثني عشر شهرا حتى 31 يناير / كانون الثاني 2007، لكن أعضاء المجلس وافقوا في وقت لاحق على تمديد لمدة ستة أشهر.

## القرار

### أعمال
ودُعيت الحكومة اللبنانية إلى بذل المزيد من الجهد لإعادة تأكيد سلطتها في جنوب لبنان من خلال نشر القوات اللبنانية والتعاون مع اليونيفيل والأمين العام. وحُثت الأطراف على ضمان حرية حركة اليونيفيل الكاملة وضمان سلامتها. وطُلب من إسرائيل ولبنان الوفاء بالتزاماتهما باحترام خط الانسحاب الذي حددته الأمم المتحدة، وأدينت جميع الخروقات الجوية والبحرية والبرية للخط، في إشارة إلى الأعمال التي نفذها الجانب اللبناني.
ودعم القرار الجهود التي تبذلها اليونيفيل لرصد انتهاكات خط الانسحاب وجهود إزالة الألغام، مما شجع على الحاجة إلى توفير خرائط إضافية لمواقع الألغام الأرضية. وطُلب من الأمين العام مواصلة المشاورات مع الحكومة اللبنانية والدول المساهمة بقوات بشأن تنفيذ القرار الحالي. كما وجهه إلى الإبلاغ عن أنشطة قوة الأمم المتحدة المؤقتة في لبنان والمهام التي تقوم بها هيئة الأمم المتحدة لمراقبة الهدنة. وكان من المقرر إبقاء ولاية وهيكل قوة الأمم المتحدة المؤقتة في لبنان قيد الاستعراض المستمر.
وأخيراً، اختتم القرار بالتأكيد على أهمية تحقيق سلام عادل ودائم في الشرق الأوسط على أساس قرارات مجلس الأمن ذات الصلة بما في ذلك القرارين 242 (1967) و338 (1973).

## روابط خارجية
- نص القرار في undocs.org